# 杰克·拉舍
杰克·拉舍（英語：Jack Rusher，1967年4月18日—），美国男子赛艇运动员。他曾代表美国参加1988年和1992年夏季奥林匹克运动会赛艇比赛，其中1988年奥运会获得一枚铜牌。